# Демичев, Алексей Петрович
Алексей Петрович Демичев (14 октября 1943, д. Высокое, Смоленская область — 3 мая 2015 год) — советский и российский государственный деятель, первый заместитель главы администрации Калужской области (1991 и 1994—1996).

## Биография
Окончил Московский институт инженеров сельскохозяйственного производства по специальности инженер-механик.
Трудовую деятельность начал в 1961 г. рабочим совхоза «Закрутовский» Калужской области. Работал инженером-технологом Сухиничского авторемонтного завода, вторым и первым секретарем Сухиничского райкома ВЛКСМ, первым секретарём Калужского городского комитет ВЛКСМ, вторым и первым секретарём Жуковского районного комитета КПСС, первым секретарём Мещовского районного комитета КПСС (1981—1987).
- 1987—1990 гг. — заместитель,
- 1990—1991 гг. — первый заместитель председателя исполкома Калужского областного Совета народных депутатов, начальник планово-экономического управления,
- 1991 г. — первый заместитель главы администрации Калужской области,
- 1991—1993 гг. — директор совхоза «Ерденевский»,
- 1994—1996 гг. — первый заместитель главы администрации Калужской области, председатель Комитета по управлению государственным имуществом.

Затем работал председателем Калужского филиала Сбербанка РФ, в руководящем звене холдинга «Автоэлектроника».

### Государственная деятельность
С 1994 по 1996 гг. член Совета Федерации, входил в состав комитета по бюджету, финансовому, валютному и кредитному регулированию, денежной эмиссии, налоговой политике и таможенному регулированию.

## Награды и звания
- Орден «Знак Почёта»[2].